# Вајтнау
Вајтнау (њем. Weitnau) град је у њемачкој савезној држави Баварска. Једно је од 28 општинских средишта округа Обералгој. Према процјени из 2010. у граду је живјело 5.172 становника. Посједује регионалну шифру (AGS) 9780144.

## Географски и демографски подаци
Вајтнау се налази у савезној држави Баварска у округу Обералгој. Град се налази на надморској висини од 800–1243 метра. Површина општине износи 65,2 km². У самом граду је, према процјени из 2010. године, живјело 5.172 становника. Просјечна густина становништва износи 79 становника/km².

## Међународна сарадња
| Мјесто | Држава    | Врста сарадње | Од    |
| ------ | --------- | ------------- | ----- |
|        | Француска | партнерство   | 1986. |
| Извор  |           |               |       |